# Konoe Iemoto
Konoe Iemoto (近衛家基, também conhecido como Fujiwara no Iemoto, 1261 - 1296) , foi um nobre do período Kamakura da História do Japão, membro do ramo Konoe dos Fujiwara. 

## Vida e carreira
Iemoto era o filho mais velho de Konoe Motohira.
Em 1271 foi nomeado vice-governador da província de Omi e foi nomeado Chūnagon . Em 1273, foi designado Dainagon.
Foi nomeado Naidaijin em 1275. De 1288 a 1289 atuou como Udaijin . Em 1289 foi nomeado líder do clã Fujiwara e Kanpaku do Imperador Fushimi por duas vezes (1289-1291 e 1293-1296), até sua morte. Entre as duas regências de Iemoto o Kampaku foi Kujō Tatamori.
Iemoto teve vários filhos, incluindo o Konoe Tsunehira e Konoe Iehira.